# USS Augusta (1853)
El USS Augusta fue un buque de vapor de ruedas laterales de la Marina de los Estados Unidos durante la Guerra Civil estadounidense. Llevaba el nombre de la ciudad de Augusta, Georgia.
Diseñado y construido por el famoso constructor naval estadounidense William H. Webb, el Augusta se terminó de construir en 1853 en Nueva York y operaba desde ese puerto transportando pasajeros y carga para la New York and Savannah Steam Navigation Company en trayectos a Savannah, Georgia y Nueva Orleans, Luisiana. A principios de la Guerra Civil, cuando la Armada de la Unión estaba ampliando su flota para la hercúlea tarea de bloquear la costa confederada, el Gobierno Federal compró el buque de ruedas laterales en Nueva York el 1 de agosto de 1861. Fue equipado para el servicio naval por el New York Navy Yard y comisionado allí el 28 de septiembre de 1861, con el comandante Enoch Greenleafe Parrott al mando.

## Hundimiento
Tras finalizar su etapa como buque de guerra de EE. UU. y ser subastado para el servicio final fue rebautizado como Magnolia el 23 de diciembre, reacondicionado y pasó a operar desde Nueva York a los puertos de Charleston y Florida. En 1872, Garrison lo vendió a la Central Georgia Railway and Banking Co. para la que siguió operando en la misma ruta. Dos años más tarde, esta corporación organizó la Ocean Steamship Company como filial y cedió a la nueva firma todos sus buques, incluido el Magnolia.
El 27 de septiembre de 1877, el Magnolia zarpó de Savannah rumbo a Nueva York. A los dos días, una fuerte tormenta puso en peligro el barco. Antes del amanecer del día siguiente, el buque empezó a hacer agua más rápido de lo que sus bombas podían expulsarla. Pronto el piso de la sala de máquinas se derrumbó y, a las 8 de la mañana, la subida del agua apagó los fuegos de la caldera. Tras una lucha inútil por bombear y achicar agua, el capitán ordenó a la tripulación que abandonara el barco. No hubo víctimas ni heridos en el hundimiento.